# 名前の無い色
「名前の無い色」（なまえのないいろ）は、日本のバンド藍坊主の9枚目のシングルである。2009年5月20日発売。発売元はトイズファクトリー。

## 概要
- 前作から6ヶ月ぶりとなるシングル。
- CD-EXTRA仕様で「名前の無い色」のPVを収録。

## 収録曲
1. 名前の無い色(5:07)
作詞・作曲：藤森真一
2. スタンドバイミー(4:57) 
作詞・作曲：藤森真一
3. 沈黙(5:34) 
作詞・作曲：佐々木健太
  - 歌詞にジョン・レノンが出てくる。

## 収録アルバム

### 名前の無い色
- オリジナル『ミズカネ』（2010年2月17日）

### 沈黙
- アルバムバージョン『ミズカネ』（2010年2月17日）

## タイアップ
- 名前の無い色：日本テレビ系「音楽戦士 MUSIC FIGHTER」2009年5月オープニング・テーマ